# Bestenheid
Bestenheid ist der größte und älteste Stadtteil der Großen Kreisstadt Wertheim im Main-Tauber-Kreis, im Norden des Landes Baden-Württemberg.

## Geographie

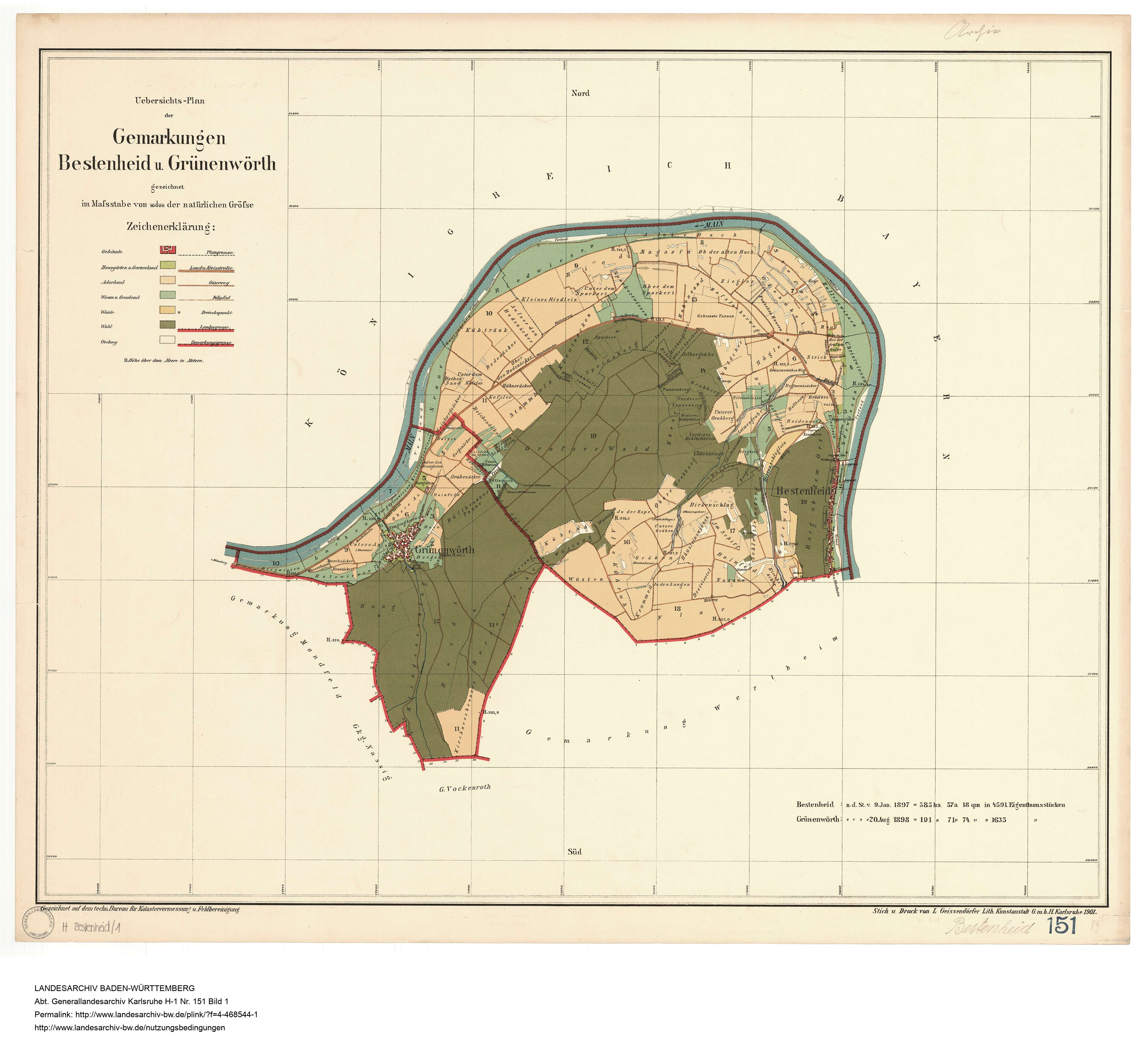
Gemarkung von Bestenheid, um 1897, daneben die Gemarkung von Grünenwört, um 1898

Das ausgewiesene Wasserschutzgebiet Bestenheid mit der WSG-Nr. 128143 umfasst eine geschützte Fläche von 278,7 Hektar.

## Geschichte
Das genaue Alter des Ortes auf der Mainaue ist nicht belegt, vermutlich gab es bereits eine frühgeschichtliche Besiedelung hier, wie archäologische Funde nahelegen. Erstmals urkundlich erwähnt wurde Bestenheid am 2. Juli 1284 in einer Urkunde des Grafen Rudolf II. von Wertheim. Der Grundherr beurkundet hiermit den Verkauf von Einkünften aus dem Dorf „Bestinheide“ an drei Schwestern, Töchter des zur gräflichen Burgmannschaft gehörenden Ritters Heinrich Klinkhart. In der Urkunde werden zwei Dorfbewohner erwähnt, ein Bauer Walther und eine Witwe Jutta, die damit die ältesten bekannten Bestenheider sind. Interessant ist, dass diese Dorfbewohner noch keinen Familiennamen haben, im Gegensatz zu anderen in der Urkunde genannten Personen, die vermutlich aus der Stadt Wertheim stammten.
Bereits 1909 stimmten die Bestenheider für den Anschluss an die Stadt Wertheim, zum 1. Januar 1913 erfolgte die offizielle Eingemeindung des Dorfes, das unmittelbar an der Wertheimer Stadtgrenze lag. Zu diesem Zeitpunkt hatte Bestenheid 270 Einwohner.
Nach dem Zweiten Weltkrieg siedelten sich aus Thüringen abwandernde Glasmacher hier an und errichteten eine Glashütte, wovon sich auch die Bezeichnung des Bahnhofs „Wertheim-Glashütte“ ableitete, die oft synonym für „Bestenheid“ verwendet wurde. Heute ist das Bestenheider Industrie-Gebiet unter anderem Sitz einer bedeutenden glaserzeugenden und glasverarbeitenden Industrie mit einer breiten Produktpalette, von Glasfaser über Thermometer und Messgeräte bis hin zu High-Tech-Laborgeräten für Wissenschaft und Technik, die weltweit exportiert werden.
Nach 1945 waren viele Vertriebene aus Ungarn, Polen und der Tschechoslowakei in Notquartieren in Wertheim untergebracht. 1951 wurde für sie der Bau der „Glashütten-Siedlung“ in Nachbarschaft der neuen Glasindustrie in Bestenheid begonnen. Im Februar/März 1952 konnten ca. 1.400 Neubürger hier einziehen. Da es sich um eine „Bundessiedlung“ handelte, bürgerte sich zeitweise auch dieser Name als Bezeichnung für den Wohnort ein. In der Folgezeit wuchs der Stadtteil schnell, es setzte eine rege Bautätigkeit ein, auch um die steigende Zahl der Beschäftigten mit Wohnstätten zu versorgen.

## Religion
Die römisch-katholische Pfarrkirche St. Elisabeth wurde 1953 erbaut und am 9. Oktober geweiht. Die evangelische Martin-Luther-Kirche mit dem Glasbläserfenster von Charles Crodel wurde 1957 geweiht.
Nach Beschluss des Wertheimer Gemeinderats vom 24. Juli 2017 entstand auf dem Bestenheider Waldfriedhof ein Grabfeld für Muslime. Wertheim ist damit die erste Stadt im Main-Tauber-Kreis, die Bestattungen nach moslemischem Ritus ermöglicht.

## Wirtschaft und Infrastruktur

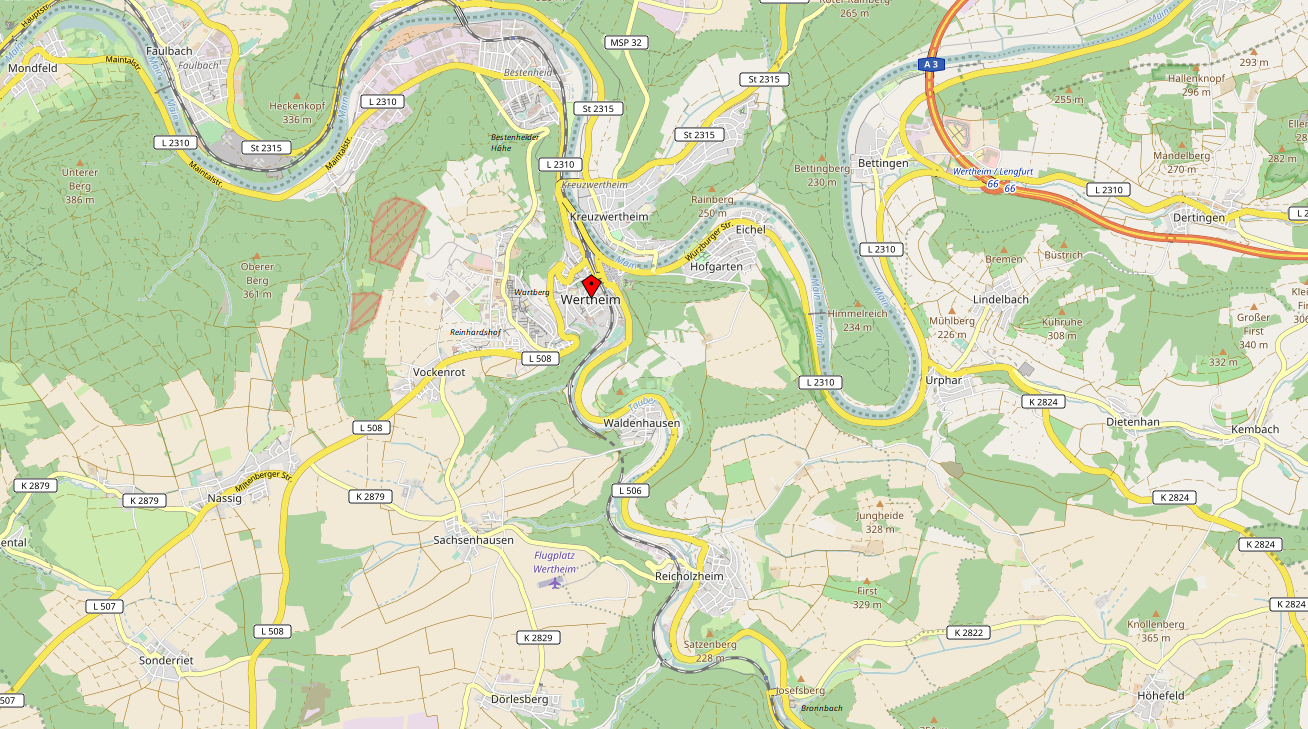
Bestenheid liegt in einer Mainschleife nördlich vor Wertheim.

### Ansässige Unternehmen
Rund 3.500 Einwohner leben heute in dem Stadtteil, auch die Wirtschaft wuchs kräftig. Viele bedeutende Betriebe und mehrere der in Wertheim ansässigen Weltmarktführer haben ihren Stammsitz in Bestenheid.
Bestenheid besitzt eine gute Infrastruktur mit Einkaufsmärkten, Fachgeschäften und einem umfassenden Dienstleistungs-Angebot, dazu kommen Kindertagesstätten, eine Grundschule, Realschule sowie ein Berufliches Schulzentrum, Sporteinrichtungen und -vereine. Direkt am Mainufer befinden sich ein großes beheiztes Freibad und ein bekannter Campingplatz. In direkter Nähe befindet sich auch der Mainhafen Wertheim.

### Verkehr
An den Öffentlichen Personennahverkehr ist Bestenheid seit 1912 durch den ehemaligen Bahnhof und heutigen Haltepunkt Wertheim-Bestenheid (bis 2008 Wertheim Glashütte) an die Bahnstrecke Miltenberg West–Wertheim angebunden, die bei Bestenheid den Main auf der Mainbrücke Hasloch überquert. Im benachbarten Bahnhof Wertheim besteht Anschluss an die Bahnstrecke Lauda–Wertheim.
Im Jahre 1950 wurde in Bestenheid zeitgleich mit dem Entstehen mehrerer Industriebetriebe ein Industriestammgleis errichtet. Es zweigte nahe dem Bahnübergang zum Bestenheider Winterhafen bei Kilometer 30,4 von der Bahnlinie Wertheim-Hasloch nach rechts ab. Das Hauptgleis endete nach rund 300 Metern im Gelände der Firma Schuller; dort gab es ein Lade- und Umfahrgleis. Die Gesamtlänge des Industriegleises betrug zirka 900 Meter. Das Industriegleis wurde zum letzten Mal 2002 bedient. Im Juni 2007 wurde die Anschlussweiche zum Industriestammgleis entfernt, ebenso die Gleise im Bereich der Mainmühle.
Vom Haltepunkt Wertheim-Bestenheid in Richtung Hasloch zweigt nach 400 Metern links (bei Kilometer 29,3) das etwa zwei Kilometer lange Hafengleis zum Mainhafen Wertheim in Bestenheid ab. Erbaut wurde es mit dem Mainhafen im Jahre 1967. Die Strecke verläuft zunächst eingleisig, im Hafenbereich mit dem großen Portalkran sind zwei Gleise verlegt. Nach 300 Metern zweigen vom Hafengleis nach links zurück zwei Ladegleise in einen Lagerbereich der Firma Schuller ab.
Im Stadtteil bestehen Haltestellen des Wertheimer Stadtbusverkehrs. Bestenheid ist über die L 2310 (Bestenheider Landstraße) und den Bestenheider Höhenweg zu erreichen.

## Kultur und Sehenswürdigkeiten

### Rad- und Wanderwege
Bestenheid liegt am Main-Radweg und am Radweg Liebliches Taubertal – der Sportive.

### Sport
Der im Stadtteil Bestenheid ansässige Sportclub Viktoria Wertheim spielte in den Jahren 1964/65 in der 2. Amateurliga Nordbaden und nach einem Aufstieg 1965/66 für ein Jahr in der 1. Amateurliga Nordbaden, der damals obersten Amateurklasse und dritthöchsten deutschen Spielklasse. Aktuell spielt Viktoria Wertheim in der Landesliga Odenwald.